# Kolsteriseren
Kolsteriseren is een oppervlaktehardingsmethode waarbij door de diffusie van koolstof, zonder noemenswaardige maat-, vorm- of kleurverandering, de oppervlaktehardheid wordt verhoogd. Het kan worden toegepast wordt op austenitische en duplex roestvaststaalsoorten en nikkel. Typische voorbeelden van de groep materialen zijn AISI304, AISI316 en Duplex 2205. Door het proces worden deze metalen aan het oppervlak gehard (tot circa 1000 tot 1200HV) waarbij de corrosiebestendigheid (zeker in vergelijking met bijvoorbeeld nitreerprocessen) niet verloren gaat.

## Geschiedenis
Kolsteriseren is een nieuwe naam voor het van oudsher bekende "hardcor-proces". De benaming "hardcor" is een samentrekking van "hardheid" en "corrosievastheid" . De actuele benaming Kolsteriseren  is vernoemd naar de leider van het onderzoek waaruit het proces is voortgekomen, dr. ir. Ben H. Kolster (1938-2011). Het procedé is begin jaren tachtig ontwikkeld en heeft geleid tot een verbreding van toepassingsmogelijkheden van de groep RVS-soorten met een austenitische of duplexmateriaalstructuur. Rond 1998 werd het oorspronkelijk Apeldoornse bedrijf overgenomen door Bodycote en werd tevens de procesnaam gewijzigd in Kolsteriseren.

## Procesbeschrijving
Deze materialen worden veelvuldig ingezet vanwege de bijzonder corrosiebestendige eigenschappen, echter kennen hun beperkingen als het gaat om slijtvastheid, koudlasverschijnselen (vreten) en een beperkte vermoeiingssterkte. Door het inbrengen van koolstofatomen in het materiaal oppervlak, zonder daarbij Chroomcarbides te laten ontstaan, zal door "vulling" van de roosterstructuur een hogedrukspanning in het materiaal oppervlak optreden. Dit verklaart de hoge oppervlaktehardheid. Voor de genoemde groep RVS-soorten is het gebruikelijk te spreken over hardheden die liggen tussen de 1000 en 1200HV0.05. Als deze zouden mogen worden omgerekend op een schaal van Rockwell C, dan zijn deze vergelijkbaar met circa 68 tot 72 HRC. Niet alleen de hardheid neemt toe, maar ook blijkt dat andere eigenschappen die met het materiaal oppervlak samenhangen veranderen.

## Resultaten
Bij conventionele hardingstechnieken zoals nitreren en carboneren (of combinaties daarvan) op deze materialen, in de regel maat- en vormverandering en verlies aan corrosiebestendigheid onvermijdelijk is. Interessant is dat het kolsteriseren geen verbrossing, vormverandering, maatverandering, verkleuring of verlies aan corrosiebestendigheid toont. Het proces beïnvloedt de oppervlakte eigenschappen zodanig, dat de hardheid en daarmee de slijtvastheid toeneemt, de vermoeiingssterkte verbetert, het effect van cavitatie op deze oppervlakken vermindert en het vreetverschijnsel (is "koudlas") vermindert of zelfs elimineert.

## Toepassingen
In het algemeen geldt, dat daar waar de combinatie benodigd is tussen corrosiebestendigheid en slijtvastheid, steeds frequenter Kolsteriseren ingezet wordt. Zo worden artikelen behandeld afkomstig uit de algemene machinebouw, bevestigingsartikelen, de pompen en ventielbouw, maar ook uit de automobiel-, voedingsmiddelen-, olie en gas-, medische en farmaceutische industrie.